# Thompson Twins
Thompson Twins var en brittisk popgrupp bildad i Chesterfield 1977 och som upplöstes i maj 1993. Namnet tog de efter Dupondtarna, som heter Thomson och Thompson på engelska, i serierna om Tintin. De hade sin storhetsperiod med en synthbaserad popmusik under åren 1982-1986 och bestod då av Tom Bailey (sång, keyboards, gitarr), Alannah Currie (slagverk, sång) och Joe Leeway (slagverk, synthesizer).

## Tidiga år
Gruppen bildades 1977 av Tom Bailey (sång, bas), Peter Dodd (gitarr, sång), John Roog (gitarr) och Jon Podgorski (trummor). Några år senare flyttade de till London, förutom Podgorski som ersattes av Chris Bell. Efter ett tag utökades gruppen med Jane Shorter (saxofon) och Joe Leeway (slagverk). De spelade new wave och gav utan några framgångar ut en rad singlar och debutalbumet A Product of... (1981). Alannah Currie medverkade på detta album och blev snart fast medlem som ersättare till Shorter. Bailey, som blivit allt mer intresserad av synthesizerns möjligheter, övergick därefter till att spela keyboards och Matthew Seligman (f.d. Soft Boys) rekryterades som ny basist. 1982 fick gruppen sin första framgång med singeln In the Name of Love som blev en stor klubbhit i USA, där den låg etta på Billboards Hot Dance Club Play-lista i fem veckor. Detta övertygade Bailey om att en syntbaserad musik i denna stil var rätt väg att gå. Tillsammans med managern John Hade arrangerades en brytning med de andra medlemmarna och en ombildning av gruppen till en trio. 

## Storhetstiden

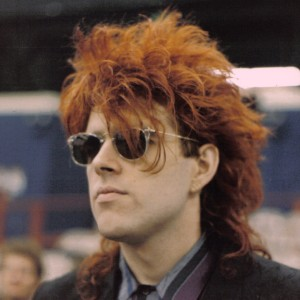
Tom Bailey 1986.

Som en trio bestående av Tom Bailey, Alannah Currie och Joe Leeway började de med slagkraftiga poplåtar och en lätt igenkännlig visuell image nå stora kommersiella framgångar. Albumet Quick Step and Side Kick med  hitlåtarna Lies, Love on Your Side och We Are Detective nådde andra plats på den brittiska albumlistan 1983. 
Det definitiva genombrottet kom med hitsinglarna Hold Me Now och Doctor! Doctor!, sistnämnda låt blev etta på Heta Högen 1984. Albumet Into the Gap från 1984 toppade den brittiska albumlistan och sålde i mer än fem miljoner exemplar. Gruppen blev vid denna tid även stora i USA och framstod vid mitten av 1980-talet som en av de mest framgångsrika brittiska popgrupperna.
1985 uppträdde bandet på Live Aid och fick under uppträdandet sällskap av en viss Madonna. Under en turné i USA fick Tom Bailey ett sammanbrott, men gruppen kunde trots detta spela in den framgångsrika LP:n Here's to Future Days i samarbete med Alex Sadkin och Nile Rodgers, vilken innehöll hitlåtar som Tracksettan King for a Day, antidroglåten Don't Mess with Doctor Dream och Lay Your Hands on Me.

## Senare år
1986 lämnade Leeway gruppen, och den fortsatte med dalande popularitet som en duo under flera år. Bailey och Currie skrev även låtar till andra artister, bland annat I Want That Man till Debbie Harry 1989. 1993 lade Thompson Twins ner verksamheten, och Bailey och Currie bildade Babble som gjorde en mer experimentell elektronisk dansmusik. Senare har Bailey givit ut musik under namnet International Observer och samarbetat med den nyzeeländska gruppen Stellar. År 2014 medverkade Tom Bailey i turnén Retro Futura Tour tillsammans med bland andra Howard Jones och Midge Ure. Han framförde då liveversioner av Thompson Twins-låtar för första gången sedan 1987.

## Diskografi

### Album
- 1981 – A Product of...
- 1982 – Set
- 1983 – Quick Step and Side Kick
- 1984 – Into the Gap
- 1985 – Here's to Future Days
- 1987 – Close to the Bone
- 1988 – The Best of Thompson Twins: Greatest Mixes
- 1989 – Big Trash
- 1990 – Thompson Twins - Greatest Hits
- 1991 – Queer

### Singlar i urval
- 1980 – Squares and Triangles
- 1980 – She's in Love with Mystery
- 1981 – Perfect Game
- 1982 – In the Name of Love
- 1982 – Runaway
- 1982 – Lies
- 1983 – Love on Your Side
- 1983 – We Are Detective
- 1983 – Watching
- 1983 – Hold Me Now
- 1984 – Doctor! Doctor!
- 1984 – You Take Me Up
- 1984 – Sister of Mercy
- 1984 – The Gap
- 1984 – Lay Your Hands on Me
- 1985 – Don't Mess with Doctor Dream
- 1985 – King for a Day
- 1986 – Nothing in Common
- 1987 – Get That Love
- 1988 – In the Name of Love '88
- 1991 – Come Inside

## Topplisteplaceringar
| Låt               | Datum            | Högsta | Placeringar |
| ----------------- | ---------------- | ------ | ----------- |
| Lies              | 20 februari 1983 | -      | 2 veckor    |
| Love on your side | 5 maj 1983       | -      | 1 vecka     |
| We are detective  | 9 juni 1983      | -      | 1 vecka     |
| Doctor Doctor     | 5 april 1984     | 1      | 3, 1, 1, 3  |
| You take me up    | 14 juni 1984     | 3      | 3, 4        |

| Låt                          | Datum            | Högsta | Placeringar          |
| ---------------------------- | ---------------- | ------ | -------------------- |
| Lay your hands on me         | 8 december 1984  | 7      | 20, 10, 7, 7, 11, 18 |
| Don't mess with Doctor Dream | 31 augusti 1985  | 5      | 10, 7, 5, 9          |
| King for a day               | 2 november 1985  | 1      | 2, 1, 1, 1, 1, 7, 13 |
| Revolution                   | 15 februari 1986 | 19     | 19                   |
| Nothing in Common            | 18 oktober 1986  | 13     | 14, 13               |
| Get that love                | 28 mars 1987     | 6      | 11, 6, 20            |